# ديوغو دياز
ديوغو دياز (بالبرتغالية: Diogo Dias) هو مستكشف برتغالي، ولد في 1450، وتوفي في 1500.